# Gnathiphimedia sexdentata
Gnathiphimedia sexdentata is een vlokreeftensoort uit de familie van de Iphimediidae. De wetenschappelijke naam van de soort is voor het eerst geldig gepubliceerd in 1926 door Schellenberg.